# Nuevo Samaritano
Nuevo Samaritano är en ort i Mexiko.   Den ligger i kommunen Palenque och delstaten Chiapas, i den sydöstra delen av landet, 800 km öster om huvudstaden Mexico City. Nuevo Samaritano ligger 333 meter över havet och antalet invånare är 472.
Terrängen runt Nuevo Samaritano är kuperad. Runt Nuevo Samaritano är det ganska tätbefolkat, med 54 invånare per kvadratkilometer. Närmaste större samhälle är Belisario Domínguez, 13,4 km norr om Nuevo Samaritano. I omgivningarna runt Nuevo Samaritano växer i huvudsak städsegrön lövskog.